# Sarkis Katchadourian
Sarkis Katchadourian (né à Mélitène en 1886, mort à Paris en 1947) est un peintre persan d'origine arménienne connu pour ses reproductions de fresques persanes et indiennes.

## Biographie
Après des études à l’Académie des Beaux-Arts de Rome et à l’École des Arts décoratifs de Paris, Sarkis Katchadourian s'installe à Constantinople en 1914. Fuyant le génocide, il s'établit à Tiflis de 1915 à 1921. Là, il peint essentiellement la vie des réfugiés arméniens de Turquie. Il réside par la suite au Caire, Vienne, Paris, Bruxelles, Londres, où sont organisées des expositions personnelles. En 1930, il se rend à Ispahan dans le dessein de reproduire, voire de reconstituer, les fresques persanes du XVIIe siècle, qui sont en voie de disparition. Ce sont les expositions de 1932 au Musée Guimet puis de 1934 à la galerie Georges Petit à Paris qui lui ont conféré sa notoriété. Y étaient présentées ses reconstitutions des fresques safavides de différents palais d’Ispahan et des ruines d'Ashraf. Il part en 1937 aux Indes pour reconstituer les fresques anciennes indiennes. Après un séjour de cinq à New York, Katchadourian est invité par le gouvernement français pour exposer ses reconstitutions hindoues au Musée Cernuschi à Paris. En 1939, l’université de Bombay, a exposé ses reconstitutions de fresques antiques des grottes de Bagh, de celles d'Ajantâ et des temples troglodytes de Badami (en). Une de ces séries a alors été acquise par le Musée Guimet.
Marié à Vava, également peintre, il meurt à Paris en mars 1947 des suites d’une malheureuse opération de la hernie.
En 1971, un accord culturel est signé entre la France et l’Arménie. À cette occasion, la série acquise par le Musée Guimet est déposée à la Galerie Nationale d’Arménie.

## Œuvre
Les créations propres de Sarkis Katchadourian sont des scènes de rues ou de campagne de l'Orient, des portraits de personnages humbles et des paysages d'Arménie. Dans ces paysages se reconnait le projet de Cézanne. Il faut ajouter à ces genres quelques portraits bourgeois ainsi que quelques tableaux militants tels Désespérées à Batoum et Réfugiées attendant le repas du soir.
Outre les reproductions de fresques évoquées plus haut, il a illustré la traduction anglaise que Edward FitzGerald a fait d'Omar Khayyam (six planches et cent un dessins), dont Rubaiyat of Omar Khayyam, Grosset & Dunlap, New York, 1946, 138 pp.
Pour la République socialiste soviétique d’Arménie, il dessine et grave une série de timbres.
Une exposition sur son œuvre graphique est organisée du 8 juin au 26 août 2012 au centre du patrimoine arménien de Valence.